# Охотина, Наталья Вениаминовна
Наталья Вениаминовна Охо́тина (30 сентября 1927, Ленинград — 22 февраля 1999, Москва) — советский и российский лингвист, доктор филологических наук, исследователь языков банту, организатор африканского языкознания как научного направления.

## Биография
Родилась в 1927 г. в Ленинграде; подростком пережила Ленинградскую блокаду.
В 1952 г. окончила восточный факультет ЛГУ по специальности «восточная филология (суахили)», а в 1955 г. — аспирантуру ЛГУ, после чего в 1956 г. защитила кандидатскую диссертацию «Локативная форма в языке зулу». Училась у основателя отечественного изучения Тропической Африки Дмитрия Алексеевича Ольдерогге.
В 1955—1960 гг. работала в отделе Африки Института этнографии АН СССР (Кунсткамеры) в Ленинграде.
В Год Африки, 1960 г., начала преподавание на вновь созданной кафедре африканистики Института восточных языков (ныне Институт стран Азии и Африки) при МГУ; исполняла обязанности заведующей кафедрой.
В 1965 г. стала создателем группы (позднее сектора) африканских языков Института языкознания АН СССР; в короткий срок собрала коллектив отдела и организовала его разностороннюю работу. Заведовала сектором вплоть до 1988 г.

### Семья
- Отец — геолог, профессор ЛГУ Вениамин Васильевич Охотин (1888—1954)[1].
- Мать — Агата Андреевна Охотина, урождённая Яковлева (1886—1971), у неё сыновья от первого брака Лев и Валентин Белопольские.
- Сестра — зоолог Мария Вениаминовна Охотина (1925—1987); муж сестры зоолог Гордей Фёдорович Бромлей (1906—1982)[2].
- Муж — поэт Глеб Сергеевич Семёнов (1918—1982).
  - Сын — филолог, правозащитник Никита Глебович Охотин; невестка — лингвист Анна Константиновна Поливанова, один из внуков — известный врач Артемий Охотин.

## Основные работы
Книги
- Охотина Н. В. 1961. Язык зулу. М.: Издательство восточной литературы.
- Охотина Н. В., Федорова Н. Г., Яковлева И. П. 1963. Русско-суахилийский разговорник. М.: Издательство восточной литературы.
- Громова Н. В., Охотина Н. В., Яковлева И. П. 1967. Учебные материалы на языке суахили для II—III курсов (учебное пособие). М.: Издательство Московского университета.
- Охотина Н. В. 1983. Введение в африканистику. Учебное пособие. М.: УДН.
- Охотина Н. В. 1985. Согласовательные классы в восточных и южных языках банту. Коммуникативный статус и грамматическая структура. М.: Наука. (защищена как докторская диссертация)
- Громова Н. В., Охотина Н. В. 1995. Теоретическая грамматика языка суахили. М.: Наследие.

Ответственный редактор
- Охотина Н. В. (ред. и авт. предисл.) 1962. Сказание о Лионго Фумо. М.: Издательство восточной литературы.
- Охотина Н. В. (ред.). 1965. Африканская филология. М.: Издательство Московского университета.
- Охотина Н. В. (ред.). 1972. Фонология и морфонология африканских языков. М.: Наука.
- Охотина Н. В. (ред.). 1974. Вопросы африканской филологии. М.: Наука.
- Охотина Н. В. (ред.). 1975. Языковая ситуация в странах Африки. М.: Наука.
- Охотина Н. В. (ред.). 1977. Младописьменные языки Африки: Вопросы фонологии и грамматики. М.: Наука.
- Охотина Н. В. (ред.). 1977. Проблемы языковой политики в странах Тропической Африки. М.: Наука.
- Охотина Н. В. (ред.). 1978. Проблемы фонетики, морфологии и синтаксиса африканских языков. М.: Издательство МГУ.
- Охотина Н. В. (ред.). 1979. Морфонология и морфология классов слов в языках Африки. Имя. Местоимение. М.: Наука.
- Охотина Н. В., Долгопольский А. Б. (ред.). 1973. Бесписьменные и младописьменные языки Африки. М.: Наука.
- Brauner, Siegmund; Ochotina, N.V. (hrsg.). 1982. Studien zur nationalsprachlichen Entwicklung in Afrika. Soziolinguistische und sprachpolitische Probleme. Berlin: Akademie-Verlag.